# Svarttjärnen (Särna socken, Dalarna, 685037-134025)
Svarttjärnen är en sjö i Älvdalens kommun i Dalarna och ingår i Dalälvens huvudavrinningsområde.